# Louis Favre
Louis Favre (cantón de Neuchâtel, 1822-1904) fue un profesor, naturalista, historiador, escritor, arqueólogo y diseñador suizo.

## Obra
- Les champignons comestibles du canton de Neuchatel et les espèces vénéneuses avec lesquelles ils pourraient être confondus, ed. Imprimerie de C. Leidecker, 1861
- Nouvelles Jurassiennes, ed. Librairie S. Delachaux, 1870
- Le pinson des colombettes, suivi de: Le chat sauvage du Gor de Brayes, ed. Sandoz et Fishbacher, 1876
- Louis Agassiz son activité à Neuchâtel comme naturaliste et comme professeur de 1832 à 1846, 1881
- Récits neuchâtelois,ed. A. Imer., F. Payot, 1886
- Guide du voyageur dans le canton de Neuchàtel, avec Louis Guillaume, 1891.

## Honores
En Boudry y en Neuchâtel, dos comunas del cantón de Neuchâtel, poseen una calle con su nombre, en su honor.
- La abreviatura «Favre» se emplea para indicar a Louis Favre como autoridad en la descripción y clasificación científica de los vegetales.[1]